# Kathleen Quinlan
Kathleen Denise Quinlan Abbott (Pasadena, 1954. november 19. –) amerikai színésznő.
1973-ban kapta első nagyobb filmszerepét az American Graffiti című vígjáték-drámában. Két alkalommal jelölték Golden Globe-díjra, először a Nem ígértem neked rózsakertet (1977), majd az Apolló 13 (1995) című filmdrámákban nyújtott alakításaiért. Utóbbival első és egyetlen Oscar-jelölését is megszerezte. Egyéb, fontosabb filmjei közé tartozik a The Doors (1991) és A félelem országútján (1997).

## Filmográfia

### Film
| Év   | Magyar cím                    | Eredeti cím                        | Szerep                           | Magyar hang        |
| ---- | ----------------------------- | ---------------------------------- | -------------------------------- | ------------------ |
| 1973 | American Graffiti             | American Graffiti                  | Peg                              | Hámori Eszter      |
| 1976 |                               | Lifeguard                          | Wendy                            |                    |
| 1977 | Airport ’77                   | Airport ’77                        | Julie                            |                    |
| 1977 | Nem ígértem neked rózsakertet | I Never Promised You a Rose Garden | Deborah Blake                    |                    |
| 1979 | Az ígéret szép szó            | The Promise                        | Nancy McAllister / Marie Adamson | Rudolf Teréz       |
| 1979 | Édes vétkezés                 | The Runner Stumbles                | Rita nővér                       |                    |
| 1980 | Szexis hétvége                | Les séducteurs                     | Laurie                           | Málnai Zsuzsa      |
| 1982 | Ki kém, ki nem kém            | Hanky Panky                        | Janet Dunn                       | Szirtes Ági        |
| 1982 | Ki kém, ki nem kém            | Hanky Panky                        | Janet Dunn                       | Kocsis Mariann     |
| 1983 |                               | Independence Day                   | Mary Ann Taylor                  |                    |
| 1983 | Homályzóna                    | Twilight Zone: The Movie           | Helen Foley                      | Radó Denise        |
| 1984 | Mire a tél visszatér          | Last Winter                        | Joyce                            |                    |
| 1985 | Gyilkos fertőzés              | Warning Sign                       | Joanie Morse                     | F. Nagy Erika      |
| 1987 | Az utca fia                   | Wild Thing                         | Jane                             | Kováts Adél        |
| 1987 | Az utca fia                   | Wild Thing                         | Jane                             | Orosz Helga        |
| 1987 |                               | Man Outside                        | Grace Freemont                   |                    |
| 1988 | Naplemente                    | Sunset                             | Nancy Shoemaker                  | Vándor Éva         |
| 1988 | Clara szíve                   | Clara's Heart                      | Leona Hart                       | Orosz Anna         |
| 1991 | The Doors                     | The Doors                          | Patricia Kennealy                | Kisfalvi Krisztina |
| 1994 | Esküdt ellenség               | Trial by Jury                      | Wanda                            | Jani Ildikó        |
| 1995 | Apolló 13                     | Apollo 13                          | Marilyn Lovell                   | Ráckevei Anna      |
| 1995 | Tökéletes alibi               | Perfect Alibi                      | Melanie Bauers                   | Hámori Eszter      |
| 1997 | Ebadta delfin                 | Zeus and Roxanne                   | Mary Beth Dunhill                | Kiss Mari          |
| 1997 | A félelem országútján         | Breakdown                          | Amy Taylor                       | Pap Vera           |
| 1997 | Halálhajó                     | Event Horizon                      | Peters                           | Molnár Zsuzsa      |
| 1997 | Gyepkutyák                    | Lawn Dogs                          | Clare Stockard                   | Makay Andrea       |
| 1998 | Egetverő szenzáció            | My Giant                           | Serena Kamin                     | Vándor Éva         |
| 1998 | Zavaros vizeken               | A Civil Action                     | Anne Anderson                    | Németh Borbála     |
| 2003 | Háborúzni mentem, Kelly!      | The Battle of Shaker Heights       | Eve Ernswiler                    |                    |
| 2004 |                               | El padrino                         | Scorsi bíró                      |                    |
| 2006 | Sziklák szeme                 | The Hills Have Eyes                | Ethel Carter                     | Menszátor Magdolna |
| 2007 |                               | American Fork                      | Agnes Orbison                    |                    |
| 2007 | Az utolsó jelentés            | Breach                             | Bonnie Hanssen                   | Halász Aranka      |
| 2008 |                               | The Dissection of Thanksgiving     | Carol                            |                    |
| 2008 | A boldogító talán             | Made of Honor                      | Joan                             | Vándor Éva         |
| 2009 |                               | Adult Film: A Hollywood Tale       | Mary Bernstein                   |                    |
| 2010 | Szex a lelke mindennek        | Elektra Luxx                       | Rebecca Linbrook                 |                    |
| 2010 |                               | The River Why                      | Ma                               |                    |
| 2010 |                               | Eagles in the Chicken Coop         | Mary Bernstein                   |                    |
| 2010 |                               | Harm's Way                         | Bea                              |                    |
| 2012 |                               | Life's an Itch                     | Audrey                           |                    |
| 2013 | Szarvak                       | Horns                              | Lydia Perrish                    | Farkasinszky Edit  |
| 2014 |                               | After                              | Nora Valentino                   |                    |
| 2017 |                               | Elizabeth Blue                     | Carol                            |                    |
| 2017 |                               | ADDicted                           | Kate Dawson                      |                    |
| 2018 |                               | Chimera Strain                     | Masterson                        |                    |
| 2018 |                               | Parallel                           | Marissa                          |                    |
| 2018 |                               | Saving My Baby                     | Virginia                         |                    |
| 2019 |                               | The Diamond Girls (rövidfilm)      | nem szerepel                     |                    |
| 2021 |                               | The Stairs                         | Bernice Martin nagymama          |                    |
| 2021 |                               | Walking with Herb                  | Sheila Amable-Amo                |                    |
| 2022 |                               | The Fixer-Upper (rövidfilm)        | Annie                            |                    |

### Televízió
Tévéfilmek
| Év   | Magyar cím                | Eredeti cím                     | Szerep                | Magyar hang    |
| ---- | ------------------------- | ------------------------------- | --------------------- | -------------- |
| 1974 |                           | Can Ellen Be Saved              | Melissa               |                |
| 1974 |                           | Where Have All the People Gone? | Deborah Anders        |                |
| 1975 |                           | The Missing Are Deadly          | Michelle              |                |
| 1975 |                           | The Abduction of Saint Anne     | Anne Benedict         |                |
| 1975 |                           | The Turning Point of Jim Malloy | Edith Evans           |                |
| 1977 |                           | Little Ladies of the Night      | Karen Brodwick        |                |
| 1981 | Lányok a seregben         | She's in the Army Now           | Cass Donner közlegény | Kökényessy Ági |
| 1984 | Nem mondhatsz nemet       | When She Says No                | Rose Michaels         |                |
| 1985 |                           | Blackout                        | Chris Graham          |                |
| 1985 |                           | Children of the Night           | Lois Lee              |                |
| 1987 |                           | Dreams Lost, Dreams Found       | Sarah McAllister      |                |
| 1989 | Csapdában                 | Trapped                         | Mary Ann Marshall     |                |
| 1990 |                           | The Operation                   | Ginnie                |                |
| 1991 |                           | Strays                          | Lindsey Jarrett       |                |
| 1992 | Elfeledett győzelmek      | An American Story               | Hope Tyler            |                |
| 1993 | Eladott gyermekek         | Stolen Babies                   | Bekka                 |                |
| 1993 | Az utolsó fény            | Last Light                      | Kathy Rubicek         | Ábrahám Edit   |
| 1996 | Sötét erdő                | In the Lake of the Woods        | Kathy Waylan          |                |
| 2003 |                           | Blessings                       | Meredith Blessing     |                |
| 2004 | Nézd meg az anyját…       | Perfect Romance                 | Tess Kelly            | Málnai Zsuzsa  |
| 2004 | Egy sorozatgyilkos elméje | The Riverman                    | Sande Keppel          |                |
| 2004 | A gyűrű titka             | The Dead Will Tell              | Beth Hytner           | Kovács Nóra    |
| 2009 |                           | Empire State                    | Colleen Cochrane      |                |
| 2011 | Cinéma vérité             | Cinema Verite                   | Mary                  | Rátonyi Hajni  |
| 2015 |                           | How Not to Propose              | Susan                 |                |

Sorozatok
| Év        | Magyar cím                           | Eredeti cím                             | Szerep                   | Megjegyzések                                     |
| --------- | ------------------------------------ | --------------------------------------- | ------------------------ | ------------------------------------------------ |
| 1973      |                                      | Emergency!                              | Janet                    | 1 epizód                                         |
| 1974      |                                      | Harry O                                 | Sharon                   | 1 epizód                                         |
| 1974      |                                      | Owen Marshall: Counselor at Law         | Jill                     | 1 epizód                                         |
| 1974      |                                      | Police Woman                            | Debbie Sweet             | 1 epizód                                         |
| 1974      | Kojak                                | Kojak                                   | Janet Conforti           | - 1 epizód - magyar hangja: - Kisfalvi Krisztina |
| 1974      |                                      | Lucas Tanner                            | Joyce Howell             | 2 epizód                                         |
| 1974      |                                      | Ironside                                | Peggy Lynch              | 1 epizód                                         |
| 1974–1976 |                                      | The Waltons                             | Selina Linville          | 2 epizód                                         |
| 1975      |                                      | Switch                                  | Robin Morgan             | 1 epizód                                         |
| 1986–1988 | Alfred Hitchcock bemutatja           | Alfred Hitchcock Presents               | Ann Foley / Karen Wilson | 2 epizód                                         |
| 1993      |                                      | TriBeCa                                 | Karen                    | 1 epizód                                         |
| 1993      |                                      | The Hidden Room                         | Julia                    | 1 epizód                                         |
| 1995      | Festménymesék                        | Picture Windows                         | prostituált              | 1 epizód                                         |
| 1999      | Túl gazdag - Doris Duke titkos élete | Too Rich: The Secret Life of Doris Duke | Nanaline Duke            | - minisorozat - magyar hangja: - Juhász Judit    |
| 1999      | Halálbiztos diagnózis                | Diagnosis: Murder                       | Dr. Kate Delieb          | 1 epizód                                         |
| 1999–2002 | Családjogi esetek                    | Family Law                              | Lynn Holt                | főszereplő (68 epizód)                           |
| 2006      | Doktor House                         | House                                   | Arlene McNeil            | 1 epizód                                         |
| 2007      | CSI: A helyszínelők                  | CSI: Crime Scene Investigation          | Barbara Tallman          | 1 epizód                                         |
| 2008–2009 | A szökés                             | Prison Break                            | Christina Rose Scofield  | visszatérő szereplő (4. évad)                    |
| 2010      | Az esemény                           | The Event                               | Erika Jarvis             | 2 epizód                                         |
| 2011      | Stargate Universe                    | Stargate Universe                       | Michaels szenátor        | 1 epizód                                         |
| 2011      | Glee – Sztárok leszünk!              | Glee                                    | Dr. Shane                | 1 epizód                                         |
| 2012–2013 | Lángoló Chicago                      | Chicago Fire                            | Nancy Casey              | 7 epizód                                         |
| 2012–2014 |                                      | Blue                                    | Jessica                  | websorozat                                       |
| 2018      | Runaways                             | Runaways                                | Susan Ellerh             | 3 epizód                                         |
| 2019      | Hogyan ússzunk meg egy gyilkosságot? | How to Get Away with Murder             | Britt                    | 1 epizód                                         |

## Fordítás
- Ez a szócikk részben vagy egészben  a   Kathleen Quinlan című angol Wikipédia-szócikk fordításán alapul.  Az eredeti cikk szerkesztőit annak laptörténete sorolja fel. Ez a jelzés csupán a megfogalmazás eredetét és a szerzői jogokat jelzi, nem szolgál a cikkben szereplő információk forrásmegjelöléseként.